# Entre Cenas
Entre Cenas (Portugiesisch für: Zwischen Szenen) ist ein Dokumentarfilm des portugiesischen Regisseurs Rui Simões aus dem Jahr 2014.

## Inhalt
Der Film begleitet die Dreharbeiten zu João Botelhos Literaturverfilmung Os Maias: Cenas da Vida Romântica. Regisseur Botelho führt seine Vorstellungen und Beweggründe zu dem Film aus, und beteiligte Filmschaffende erläutern ihre Aufgaben und Herausforderungen am Set, während die Kamera immer wieder die Schauspieler bei ihrer Arbeit vor der Kamera und ihren Momenten außerhalb beobachtet.
Der Film geht dabei über das Konzept eines einfachen Making-of hinaus. Er geht den Motivationen und Sichtweisen der Beteiligten nach, beobachtet die Schauspieler vor und hinter der Kamera und versteht sich dabei als eine Art Verlängerung des verfilmten Stoffes über Illusionen, Wahrung von Anschein und Selbstbetrug.
Zwischen diesen beobachteten Wechseln zwischen Realität und Fiktion ist diese Dokumentation auch eine Betrachtung des Wesens des Kinos selbst.

## Rezeption
Der Film feierte am 11. April 2014 Premiere und erschien 2016 als DVD bei Real Ficção.